# Beata Beatrix
Beata Beatrix és un pintura a l'oli sobre tela de l'artista prerafaelita Dante Gabriel Rossetti, realitzada el 1870. Descriu Beatrice Portinari, el personatge del poema Vita Nuova de Dante Alighieri, en el moment de la seva mort. El títol en català seria 'Beatriu Beneïda'. La Vita Nuova havia estat una història que havia estat de l'interès de Rossetti en la seva infantesa i havia començat a traduir-la a l'anglès el 1845 i la va publicar dins la seva obra, Els poetes italians primerencs.
Rossetti va fer servir com a model de Beatrice la imatge de la seva difunta esposa i model habitual, Elizabeth Siddal, que va morir el 1862. La pintura va ser creada a partir dels nombrosos dibuixos que Rossetti havia fet d'ella durant el seu temps junts. El simbolisme en la pintura d'un colom vermell, un missatger de l'amor, es relaciona amb l'amor de Rossetti per Siddal amb la blanca flor de làudan que representa la seva mort. Diversos amics de Siddal van trobar que la pintura tenia poca semblança amb els seus dibuixos -els trets facials eren més durs i el coll està desproporcionat. Beata Beatrix és una de les obres més reconegudes de Rossetti i ha fet que sovint es vinculi el nom de Siddal amb la Beatrice de Dante Alighieri.
En una carta de 1873 al seu amic William Morris, Rossetti va dir que entenia la pintura "no com una representació de l'incident de la mort de Beatrice, sinó com un ideal del subjecte, simbolitzat per un tràngol o una transfiguració espiritual sobtada."
Aquesta pintura s'exposa a la Tate Britain. Va ser un regal en memòria de Francis, Baron Mount-Temple per la seva dona, Georgiana en 1889.

## Rèpliques de Rossetti
William Graham va encarregar al mateix Rossetti fer una rèplica de Beata Beatrix. La rèplica d'aquest oli, datat el 1872, és gairebé de la mateixa mida que l'original, però té una predel·la que representa Dante Alighieri i Beatrice reunits al paradís amb un marc dissenyat per Rossetti. Aquesta versió va ser donada per llegat a l'Institut d'Art de Chicago.
Rossetti va fer diverses rèpliques més: una aquarel·la, un dibuix en guix i una pintura a l'oli que es van iniciar el 1877. Aquesta rèplica es va quedar sense acabar en el moment de la seva mort. El seu amic de tota la vida, Ford Madox Brown, el va completar. En aquesta pintura, en contrast amb l'original, l'ocell que vola cap a Beatrice és un colom blanc que sosté roselles vermelles al bec. Aquesta pintura està a Birmingham Museum and Art Gallery, Anglaterra.